# Pakpak Bharat (huyện)
Pakpak Bharat (huyện) là một huyện (kabupaten) thuộc tỉnh Bắc Sumatra, Indonesia. Huyện lỵ đóng ở. Huyện có diện tích 1218 km2, sân số theo điều tra năm 2000 là 32.909 người.

## Các đơn vị hành chính
Huyện gồm có 8 phó huyện hành chính (kecamatan) sau:
1. Salak
2. Sitellu Tali Urang Jehe
3. Kerajaan
4. Sitellu Tali Urang Julu
5. Pergetteng-getteng Sengkut
6. Pagindar
7. Siempat Rube
8. Tinada